# چن ایدان
چن ایدان (陈一丹؛ زادهٔ ۱۹۷۱) کارآفرین و سرمایه‌دار اهل چین است، که از بنیانگذاران شرکت تنسنت محسوب می‌شود.